# 贝利利亚-德圣安东尼奥
贝利利亚-德圣安东尼奥，是西班牙马德里自治区的一个市镇。总面积14平方公里，总人口8202人（2001年），人口密度586人/平方公里。